# Mark Haddon
Mark Haddon (Northampton, 28 de octubre de 1962) es un escritor, ilustrador y pintor inglés.
Ha escrito numerosos libros para niños y un poemario. Trabajó durante un tiempo con personas con limitaciones físicas e intelectuales, lo que le ayudó a crear su primera novela El curioso incidente del perro a medianoche cuentos para niños y también los había ilustrado. También participaba en la creación de guiones para series y películas de TV.
Actualmente da clases de literatura creativa en la Universidad de Oxford y en la fundación Arvon, y se dedica a la pintura abstracta. Estácasado con Sos Eltis.

## Biografía
Nació el 28 de octubre de 1962 en Northampton, Inglaterra. Estudió literatura inglesa en Merton College (Oxford) y completó sus estudios en la Universidad de Edimburgo.Trabajó durante un tiempo ayudando a personas con discapacidades mentales y físicas y ha trabajado como ilustrador para periódicos y revistas como The Spectator, Private Eye, Sunday Telegraph o The Guardian.
Desde entonces comenzó a escribir libros infantiles como Gilbert's Gobstopper, su primera obra. Después, publicó otros muchos cuentos y participó en programas televisivos como Microsoap, serie inglesa para la que escribió varios episodios.
En cuanto a su vida personal, Mark Haddon es un autor relativamente reservado y no comparte muchos detalles públicamente. Está casado con Sos Eltis, profesora de inglés en el Brasenose College de Oxford. Respecto a premios, ha recibido varios reconocimientos, incluyendo el Premio Whitbread (ahora conocido como el Costa Book Award) en 2003 por El curioso incidente del perro a medianoche.

## Obras

### Novelas
- El curioso incidente del perro a medianoche (2003) Círculo de Lectores, ISBN 978-84-672-1084-2
- Un pequeño inconveniente (2006) Alfaguara, ISBN 978-84-204-7211-9
- El hundimiento del muelle (2018) Malpaso, ISBN 978-84-17081-55-3

### Libros infantiles
- Gilbert's Gobstopper (1987)
- Mikie Joy
- Toni and the Tomato Soup
- A Narrow Escape for Princess Sharon
- Agent Z Meets the Masked Crusader (1993)
- Titch Johnson, Almost World Champion
- Agent Z Goes Wild (1994)
- At Home
- At Playgroup
- In the Garden
- On Holiday
- The Real Porky Phillips
- Agent Z and the Penguin from Mars
- The Sea of Tranquility
- Secret Agent Handbook
- Agent Z and the Killer Bananas (2001)
- Ocean Star Express
- The Ice Bear's Cave
- Gridzbi Spudvetch! (1992)